# Angklung
L’angklung est à la fois un instrument de musique en bambou et un ensemble de musiciens l'utilisant. Il s'agit d'un hochet complexe d'Indonésie populaire dans toute l’Asie du Sud-Est.
Il se retrouve au sein du gamelan angklung ou angklung klentangan. Ces gamelans populaires sont destinés aux rites funéraires joués avec 18 musiciens. Seules des variations d'accords différencient les instruments selon les pays d'origine.
« L’Angklung indonésien » a été inscrit en 2010 par l'UNESCO sur la liste représentative du patrimoine culturel immatériel de l’humanité. on peut jouer de l'angklung sous forme d'orchestre ou en musique traditionnelle ou encore sous forme de musique temporelle (actuelle) et il peut être sous plusieurs formes.

## Description
Il se compose de deux ou trois sections de bambou servant de résonateurs, attachés et maintenus par un ensemble d'autres petites sections de bambou, plus fines, elles-mêmes reliées à un cadre, faisant office de portique. Il en existe toute une série allant de vingt centimètres à plus d'un mètre (le plus souvent 50 cm).

## Jeu
On obtient de la musique de l'angklung en le secouant, faisant ainsi claquer les résonateurs de bambou sur les montants. Chaque instrument produit ainsi deux ou trois notes. Il est souvent disposé en série croissante si bien qu'au lieu d'avoir un ou deux instruments par musicien, ce dernier pourra en manipuler plusieurs dizaines. Généralement, trois personnes ou plus ont un angklung dans leurs mains, qui produisent des sons sur différents tons. De cette façon, il est possible de jouer une mélodie pentatonique complète.
Dans un ensemble musical, l'anklung est souvent associé à d'autres instruments tels que le kulintang afin de créer une musique sur laquelle on danse.

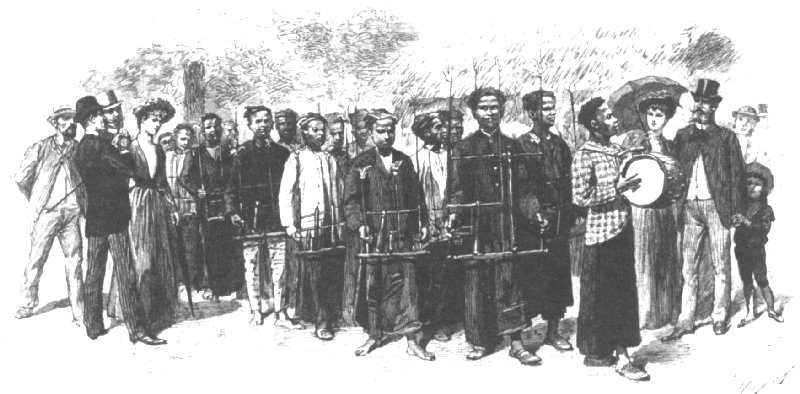
Joueurs d’angklung Dessin d'Émile Bayard paru dans L'Illustration en 1889.
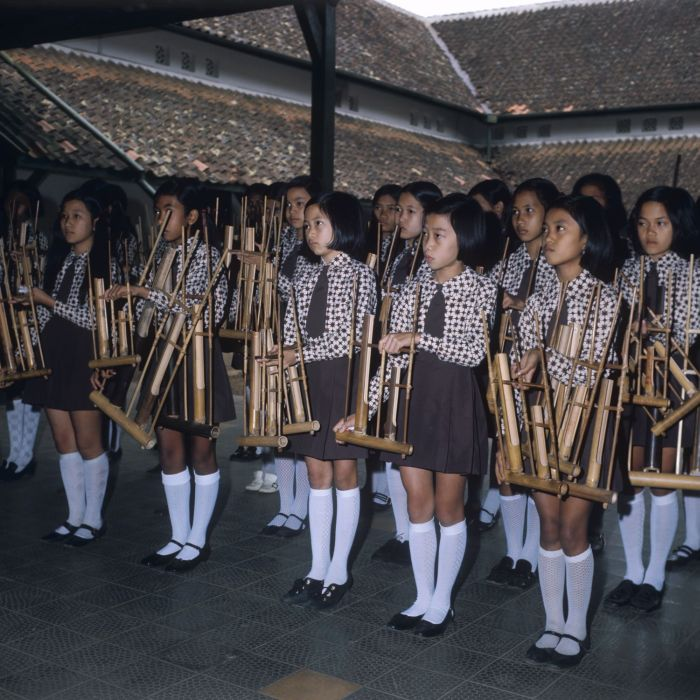
Joueuses d'angklung en 1971.